# Laccophilus epipleuricus
Laccophilus epipleuricus är en skalbaggsart som beskrevs av Zimmermann 1921. Laccophilus epipleuricus ingår i släktet Laccophilus och familjen dykare. Inga underarter finns listade i Catalogue of Life.